# Молодая (деревня)
Молодая — деревня в Смоленском районе Смоленской области России. Входит в Новосельское сельское поселение.

## География
Расположена в западной части области в 20 км к северо-западу от Смоленска, в 1,5 км юго-западнее автодороги Р133 Смоленск — Невель, на берегу реки Удра.

## История
В годы Великой Отечественной войны деревня была оккупирована гитлеровскими войсками в июле 1941 года, освобождена в сентябре 1943 года.

## Транспорт
В 12 км южнее деревни расположена железнодорожная станция Куприно на линии Смоленск — Витебск.